# Chris Weber
Chris Weber (Los Angeles, 16 ottobre 1966) è un chitarrista heavy metal statunitense noto per essere stato il chitarrista solista, nonché uno dei membri fondatori assieme a Izzy Stradlin e Axl Rose, degli Hollywood Rose, il gruppo dalle cui ceneri nacquero i Guns N' Roses.
Assieme ad Axl e Izzy, Weber scrisse molti dei brani degli Hollywood Rose tra cui Killing Time, Anything Goes, Rocker e Reckless Life; il secondo e il quarto di questi furono poi registrati dai Guns e inseriti rispettivamente negli album Appetite for Destruction e G N' R Lies. Assieme a Stradlin, Weber compose anche la traccia Move to the City, inserita anch'essa in G N' R Lies e nell'album live Live ?!*@ Like a Suicide.
Nel 2004 Weber produsse l'album raccolta The Roots of Guns N' Roses, che comprende cinque brani originali degli Hollywood Rose registrati nel gennaio 1984 assieme ad altri dieci brani remixati di cui cinque da Gilby Clarke, ex chitarrista dei Guns N' Roses, e cinque da Fred Coury, batterista dei Cinderella.
Attualmente Weber è chitarrista del gruppo U.P.O., formazione alternative metal nata nel 1998.

## Discografia

### Con gli U.P.O.
- No Pleasantries (2000)
- The Heavy (2004)

### Con gli Hollywood Rose
- The Roots of Guns N' Roses (2004)